# Hoevenen
Hoevenen – dzielnica (deelgemeente) gminy Stabroek w Belgii, w Regionie Flamandzkim, w prowincji Antwerpia, w okręgu Antwerpia. 1 stycznia 2020 roku liczyła 8520 mieszkańców. Do 31 grudnia 1976 samodzielna gmina.

## Demografia
Liczba mieszkańców, stan na 1 stycznia:
| Rok                | 1900 | 1930 | 1970 | 2020 |
| ------------------ | ---- | ---- | ---- | ---- |
| Liczba mieszkańców | 1381 | 2181 | 3339 | 8520 |

## Transport
Znajduje się tutaj lotnisko Hoevenen.